# اجاق بشقابی

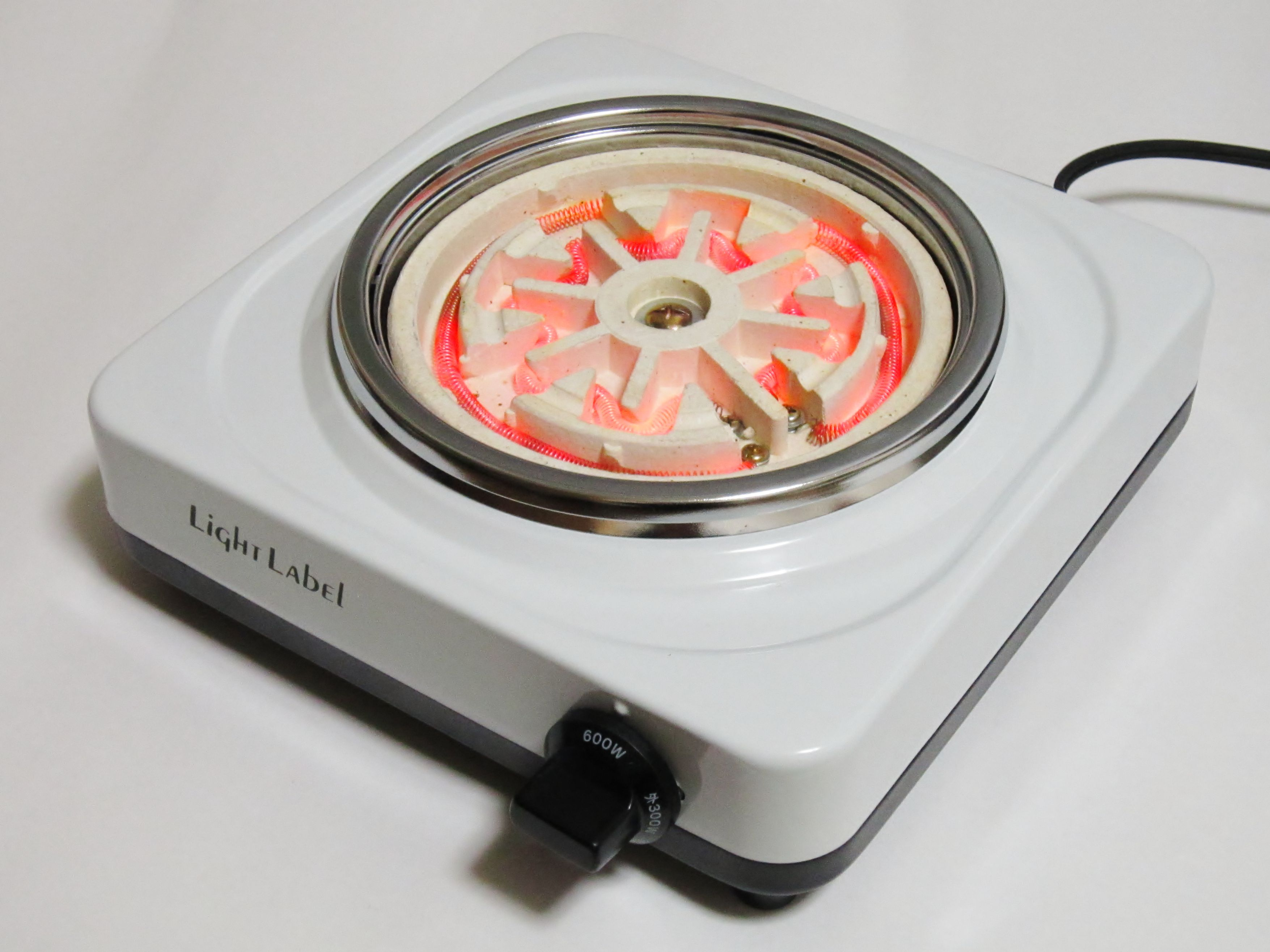

اجاق بشقابی یا هات پلیت (انگلیسی: Hot plate) نوعی اجاق برقی با المنت است که بیشتر در بیرون از خانه که اجاق گاز در دسترس نیست و نیز در آزمایشگاه‌ها مورد استفاده قرار می‌گیرد.
در آزمایشگاه‌ها گاهی هات پلیت به شعله معمولی ترجیح داده می‌شود چون کنترل گرمای هات پلیت بهتر صورت می‌گیرد. هات پلیت‌های آزمایشگاهی انواع مختلفی دارند. برخی از آن‌ها مجهز به همزن معناطیسی نیز هستند.
از تجهیزات آزمایشگاهی که استفاده‎ی فراوانی در محیط آزمایشگاه می‎شود می‎توان هات پلیت آزمایشگاهی را نام برد که اغلب اوقات به منظور حرارت دادن و گرم کردن آهسته‎ی مایعات و مواد آزمایشگاهی به کار گرفته می‎شود.امروزه  هات پلیت‎ها  قادر به این هستند که عمل همزدن و حرارت دادن محلول‎ها و مواد آزمایشگاهی را به شکل هم‌زمان انجام دهند.

## مزیت‎های استفاده از هات‎ پلیت
هزینه‎ی پایین تهیه‎ی یک هات پلیت (اغلب اوقات اندکی بیشتر از 20 دلار برای یک اجاق 1000 واتی) امکان استفاده از هات پلیت را در این دنیای در حال پیشرفت به افرادی که هزینه‎های اقتصادی برای آن‎ها مهم است یا بودجه‎ی کمی در اختیار دارند می‎دهد، بنابراین تا حدودی می‎توان اجاق بشقابی (هات پلیت) را به عنوان یک فناوری شایسته در نظر داشت.

## جنبه‎های ایمنی استفاده از هات پلیت
به هنگام استفاده از هات پلیت همواره باید احتیاط لازم را داشت و اطمینان داشت که بین هات پلیت و مواد قابل احتراق بالای آن یک صافی واقع شده‌است. علاوه بر این، یک اجاق بشقابی را نبایستی در محلی قرار داد که در آن‎جا کودکان و افرادی که با کارکرد آن آشنا نیستند بتوانند گرمای دستگاه را کنترل کنند. 
در بین انواع هات پلیت‎ها می‎تواند به “هات پلیت‌های نگهدارنده” اشاره کرد که از جنس سفالین است و به مدت نیم ساعت پس از تنها یک دقیقه قبل از حرارت دادن در یک مایکروویو 1200 واتی، گرم باقی می‎ماند ولی امکان این وجود دارد با استفاده از دست با امنیت کامل و توسط گرفتن لبه‎ها (لبه‎های این اجاق بشقابی گرم نمی‎شود) آن را کنترل و جابجا کرد.

## هات پلیت‎های صنعتی
کاربرد هات پلیت‎ها در زمینه‎های متعدد صنعتی است. اندازه‎ی این دستگاه‎ها از 2 تا 300 سانتی‎متر مربع متفاوت است.
دمای عملکردی معمولی آن‎ها از 100 تا 750 درجه‎ی سانتیگراد متغیر است و اغلب اوقات به منبع برق 120 تا 480 ولت نیازمند هستند. اکثر اجاق بشقابی‎های صنعتی قادر به تحمل وزنی بیش از 60 کیلوگرم هستند.
هات پلیت‎های صنعتی که یک صفحه‎ی متخلخل دارند به اسم heated chucks شناخته می‎شوند. از این صفحات به منظور حرارت دادن یکنواخت فیلم‎های نازک توسط کشیدن فیلم به شکل محکم بر روی صفحه با کمک یک وکیوم، استفاد می‎شود. یکی از حوزه‎های استفاده از این صفحات در فرآیند ساخت نیمه هادی‎ها است.
هات پلیت‎هایی که دارای پوشش‎های حفاظتی هستند و توسط مواد خاصی ساخته شده‎اند در صنعت معدن‎گذاری و قسمت‎های مرتبط به آن برای حرارت دادن مواد شیمیایی به کار گرفته می‎شوند. این چنین هات پلیت‎هایی معمولاً با عنوان هات پلیت‎های مقاوم به خوردگی (زنگ زدن) اسم برده می‎شود.
در صنعت برق از هات پلیت‎ها به عنوان راهی برای لحیم کردن اجزا به درون صفحات مدار یا حذف لحیم آن‎ها، استفاده‎های زیادی می‎شود.
آن دسته از هات‎ پلیت‎هایی که دو سطح گرما‎دهی در اختیار دادن به منظور جوش دادن لوله‎های پلاستیکی به کار گرفته می‎شوند. تعداد زیادی از این لوله‎ها قطری بیشتر از 90 سانتیمتر دارند. دو لوله‎های که به هم جوش داده می‎شوند علیه اجاق فشار داده شده تا به دنبال آن لبه‎های آن‎ها نرم شود. به دنبال آن اجاق برداشته شده و این دو لوله به هم فشار داده می‎شوند و اتصال آن‎ها به هم صورت می‎گیرد. این نوع فرآیند را جوش لب به لب می‎نامند.